# La Rothière
La Rothière ist eine französische Gemeinde mit 125 Einwohnern (Stand: 1. Januar 2022) im Département Aube in der Region Grand Est. Sie gehört zum Arrondissement Bar-sur-Aube und zum gleichnamigen Kanton Bar-sur-Aube. 
Sie ist umgeben von folgenden Nachbargemeinden:
| Brienne-la-Vieille |                                             | Chaumesnil   |
| Dienville          | Kompassrose, die auf Nachbargemeinden zeigt | Petit-Mesnil |
| Unienville         | Juvanzé                                     |              |

## Bevölkerungsentwicklung
| Jahr                      | 1962 | 1968 | 1975 | 1982 | 1990 | 1999 | 2008 | 2016 |
| ------------------------- | ---- | ---- | ---- | ---- | ---- | ---- | ---- | ---- |
| Einwohner                 | 101  | 118  | 124  | 117  | 121  | 125  | 106  | 109  |
| Quelle: Cassini und INSEE |      |      |      |      |      |      |      |      |

## Sehenswürdigkeiten
- Lavoir
- Kirche Église de la Nativité de Notre-Dame

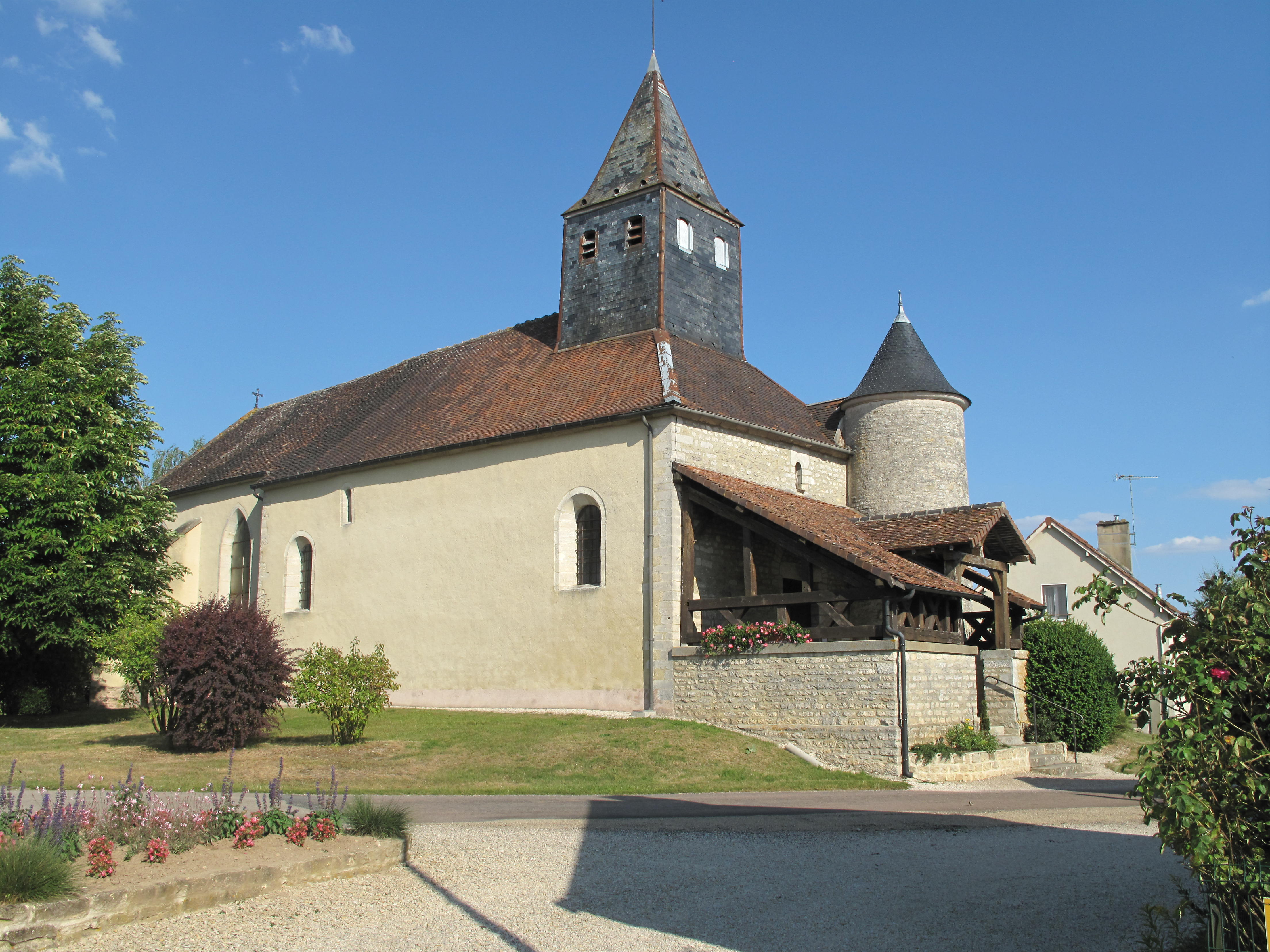
Kirche